# 서머 레스큐~천공의 진료소~
서머 레스큐~천공의 진료소~(일본어: サマーレスキュー〜天空の診療所〜)는 2012년 7월 8일부터 9월 23일까지 일본 TBS의 일요극장에서 방영되었던 텔레비전 드라마이다. 무카이 오사무 주연으로, 해발 2,514m 정상에 위치한 진료소에서 대학 병원 출신 의사와 간호사, 그리고 그들의 조력자와 함께 병을 고쳐 환자에게 기적과 감동을 이어주는 따뜻한 휴먼 드라마이다.

## 등장 인물

### 료가타케 진료소
- 하야미 게이고 (29) : 무카이 오사무

메이케이 대학 부속병원 심장외과의. 설비를 갖춘 대학 병원에서는 젊은 에이스로서 활약했지만, 현재, 가지고 있는 최첨단의 의료기술은 해발고도 2614m에 있는 여름철 등산 진료소에서는 모두 통용되지 않았던 것으로 깜짝 놀란다.
- 오야마 하루카 (28) : 오노 마치코

산장의 딸. 어릴 때 산 사고로 어머니를 잃었다. 그 후 간호사가 되었지만, 근무처가 병원의 구급구명병동으로 마음의 상처를 입어, 퇴직해서 산장으로 돌아왔다.
- 히라하라 아카리 (34) : 고이케 에이코

매년 자원 봉사로 참가하고 있는 간호사. 비품을 관리하는 등, 진료소를 그늘로부터 지킨다.
- 무라타 요시히데 (21) : 오자와 료타

메이케이 대학 의학부 학생. 구라키 교수의 권유를 받은 후 배우기 위해, 여름 방학 동안 여름철 등산 진료소 자원 봉사로 종사한다.
- 기노 겐타 (19) : 스다 마사키

메이케이 대학 의학부 학생. 의사의 아들. 머리를 금발로 염색한다.
- 스즈키 마코 (20) : 노넨 레나

메이케이 대학 의학부 학생. 의료 지식이 부족하고, 의료 기기를 능숙하게 다루지 못한다.
- 히라하라 도카 (6) : 혼다 미유

아카리의 딸. 장난감 청진기를 소중히 하고 있다.
- 구라키 야스노리 (55) : 도키토 사부로

메이케이 대학 부속 병원 교수. 료가타케 진료소를 열었던 은사인 하나무라의 의사를 이어서, 여름철 등산 진료소에서 전체의 정의를 따르고 있다.

### 료가타케 산장
- 오야마 유이치 (65) : 사사노 다카시

산장주인. 다년간 료가타케에서 살아온 것으로, 변하기 쉬운 산의 날씨를 읽는 일을 한다.
- 오야마 유키노 (38) : 미우라 리에코

유이치의 후처. 나이가 가까운 딸인 하루카에게 신경을 쓰고 있다.
- 이노우에 고지 (37) : 야마자키 시게노리

보통은 도내의 부동산 회사의 근무하고 있지만, 여름 동안은 휴가를 얻어 산장 아르바이트를 하고 있다. 이 살림을 15년 이어오고 있다.
- 다나카 겐스케 (18) : 마에다 고키

산장 아르바이트.
- 미야시티 에미리 (25) : 오리야마 미유

산장 아르바이트.

### 그 외
- 사와구치 미카 (23) : 이치카와 유이

사와구치 교수의 딸, 하야미의 약혼자.
- 하야미 에쓰코 (56) : 나카다 요시코

게이고의 모친. 건강진료로 문제가 발견되어, 아들의 조치로 인간 도크를 받았던 결과, 신장 동맥에 걸쳤던 대동맥혹이 발견되었다. 게이고가 집도함에도 복수 안에 암 세포가 인지한다고 해서 말기의 상태로 손을 쓸 방법이 없고, 할 수 없이 폐복한다. 이후, 대동맥 파열에 의해 사망한다.
- 노무라 교스케 (35) : 도쓰기 시게유키

하루카가 이전, 근무하고 있던 병원의 구명구급의.
- 다카이 사토시 (43) : 사토 지로

메이케이 대학 부속 병원 순환기외과의. 산의 놀라움을 후배인 하야미에게 말한다.
- 사와구치 데쓰오 (55) : 마쓰시게 유타카

메이케이 대학 부속 병원 심장외과 · 호흡기외과 교수. 하야미의 상사. 자신의 입장을 돌아보지 않는 행동을 하는 구라키를 걱정한다.
- 세오 류이치로 - 아사리 요스케 (제1 · 6 · 8화)

여기서부터 날씨가 악화함으로부터 산에 가는 것을 그만 두는 편이 좋다고 하는 오야마의 조언을 듣지 않고, 여전히 산길과 안이함으로 생각해, 의학부 동기의 쿠라키, 사와구치와 함께 산에 올라, 바람으로 부추겼던 기세로 실족해, 목숨을 잃는다.
- 헤이하라 유타 : 하세가와 도모하루 (제 7 화)

불빛 일을 하고 있던 때에 다른 여자와 관계를 가지고 있어, 그 일이 표면화되어, 이혼을 전제로 별거하고 있다. 하지만, 한 번 더 가족과 다시 하기 위해서 아내가 있는 료가타케 산장을 방문한다. 
 가족에게 산으로 소풍을 나가게 되지만 안내를 맡고 있던 오야마에게 상처를 입히게 해버렸기 때문에, 관계를 수복하지 못하지만 능숙히 가지 않고, 그러나, 가족의 중요함을 눈물 등으로 호소한 것으로 불빛에 생각이 전해져, 부자 3명으로 재출발한다.

### 게스트

#### 제1화
- 오카무라 다다시 (42) : 아이지마 가즈유키

산등성이 등반을 등산중에 추락해, 개방골절의 상처를 입는다.
- 다카하시 메구미 (35) : 에미 구라라

친구와 등산중에 돌연, 호흡곤란에 빠져 폐수종을 앓는다.

#### 제2화
- 사토 도모코 : 우치야마 리나

사쿠가다케의 산 정상부근까지 가고 있었지만, 체조 불량으로 등산 여행을 떠나 쉬는 것을 결단한다. 
 안개가 발생하던 중, 그 장소부터 움직였던 것이 원인으로 추락해, 집게 손가락의 천지굴근건을 손상한다.

#### 제3화
- 노다 요코 - 니시무라 이즈미

체조가 나빴던 아내 · 요코를 걱정하는 남편(야마자키 긴노조)은 길을 변경해, 의사가 있다고 가르쳤던 료가타케 진료소를 찾아오지만 의사 부재로 만족한 진료를 받지 못하고, 격분한다. 
 다만, 하루카의 극진한 간호로 큰일을 면해, 남편의 분노도 가라앉아 감사의 태도를 보인다.

#### 제4화
- 칸다 쇼헤이 - 호리베 케이스케

이노우에의 전 동료였다고 말하는 칸다는 회사의 부하 · 우에하라 노부히로(유키 줏타)를 동반 이래, 료가타케로 등산하러 온다. 산의 가이드를 담당해주었던 하루카의 주의도 듣지 않고 위험 구역의 로프를 빠져나가, 풍경 사진을 찍는 일에 집중하고 있으면서 발을 건져 올려져서 추락한다. 실족했던 때 상완에 상처를 입어, 진료소에서 긴급 수술이 시작되지만 상비하고 있는 유일의 마취약으로 알레르기 증상을 일으킨다. 이노우에 등의 도움을 빌려, 마취약 없이 어떻게든 무사히 수술을 끝내는 일이 생기다.

#### 제5화
- 미우라 이치 : 미우라 타카오 / 미우라 카즈미 : 카와타 노조미

같은 천체 관측의 취미를 가진 부부. 남편은 산에 오르고 있는 도중부터 왼쪽 발의 엄지에 위화감이 있었지만 참아 계속 걸어 간 결과, 화농성 조위염을 앓았다. 그러나, 하야미의 적절한 처치로 큰 일이 되진 않았다.

## 방송일 및 부제목·시청률
| 각화                                                               | 방송일          | 부제목                            | 시나리오 제목                                         | 각본                        | 연출            | 시청률 |
| ------------------------------------------------------------------ | --------------- | --------------------------------- | ----------------------------------------------------- | --------------------------- | --------------- | ------ |
| 제1화                                                              | 2012년 7월 8일  | 해발고도 2514m에 응급환자 있다!   | 해발고도 2514m에 응급환자 있다!                       | 하타 타케히코               | 히비노 아키라   | 14.7%  |
| 제2화                                                              | 2012년 7월 15일 | 석양에 거는 긴급수술!             | 판단 미스!? 석양에 맡긴 긴급수술!!                    | 하타 타케히코               | 히비노 아키라   | 11.6%  |
| 제3화                                                              | 2012년 7월 22일 | 어머니의 생명을 구하라!           | 어머니의 생명을 구하라!                               | 하타 타케히코               | 혼다 시게카쓰   | 10.1%  |
| 제4화                                                              | 2012년 8월 5일  | 마취가 쓸모없는 수술로 도전하다!  | 마취로 할 수 없는 수술, 하야미와 하루카가 빠른 접근!? | 하타 타케히코 오이카와 마미 | 미즈무라 히데오 | 6.8%   |
| 제5화                                                              | 2012년 8월 19일 | 갑작스런 프로포즈!!               | 제2장 스타트!! 도카가 행방 불명! 갑작스런 프로포즈!   | 하타 타케히코               | 혼다 시게카쓰   | 10.4%  |
| 제6화                                                              | 2012년 8월 26일 | 의학생의 반란!                    | 의학생의 반란! 하루카의 고백! 흔들리는 마음           | 하타 타케히코               | 타케조노 하지메 | 9.0%   |
| 제7화                                                              | 2012년 9월 2일  | 진료소의 위기! 존속인가 폐지인가  | 진료소의 위기! 하루카의 구상에 하야미의 결단!         | 하타 타케히코               | 히비노 아키라   | 9.5%   |
| 제8화                                                              | 2012년 9월 9일  | 운명의 병원통합!!                 | 하루카의 소원! 하야미가 최후의 싸움에 도망치다!       | 하타 타케히코               | 미즈무라 히데오 | 9.1%   |
| 제9화                                                              | 2012년 9월 16일 | 아버지의 생명을 구해라!           | 아버지의 생명을 구해라! 하야미와 하루카의 소원        | 하타 타케히코               | 혼다 시게카쓰   | 9.4%   |
| 제10화                                                             | 2012년 9월 23일 | 진료소 마지막 날에 밝혀지는 진실! | 진료소 마지막 날. 그리고 감동의 라스트에              | 하타 타케히코               | 히비노 아키라   | 8.6%   |
| 평균시청률 10.1%(시청률은 간토 지구·비디오 리서치사의 조사에 한함) |                 |                                   |                                                       |                             |                 |        |

- 7월 29일, 8월 12일 런던 올림픽을 중계 방송으로 방송 중지. 아오모리 테레비와 텔레비전 야마구치에서 8월 5일(제4화)는 런던 올림픽 여자 마라톤 중계(후지 TV)의 방송을 위해 8월 8일 19:00 - 19:54에 대체 방송.

## 주제가
- Superfly 〈빛나는 달에 의해〉 (워너뮤직 재팬)

## 같이 보기
- TBS 일요극장